# Divizia Națională 2004-2005
Divizia Națională 2004-2005 a fost cea de-a 14-a ediție a Diviziei Naționale de la fondarea ei. În această ediție numărul de cluburi participante a fost de 8.

## Clasament final
| Poz | Club                   | M  | V  | E | Î  | GM | GP | Pct | Note                               |
| 1   | Sheriff Tiraspol       | 28 | 22 | 4 | 2  | 54 | 12 | 70  | Liga Campionilor 2005-2006 Runda I |
| 2   | Nistru Otaci           | 28 | 17 | 3 | 8  | 51 | 27 | 54  | Cupa UEFA 2005-2006 Runda I        |
| 3   | Dacia Chișinău         | 28 | 14 | 3 | 11 | 38 | 31 | 45  | Cupa UEFA 2005-2006 Runda I        |
| 4   | FC Tiraspol            | 28 | 12 | 8 | 8  | 41 | 23 | 44  |                                    |
| 5   | Zimbru Chișinău        | 28 | 12 | 7 | 9  | 29 | 15 | 43  |                                    |
| 6   | Tiligul-Tiras Tiraspol | 28 | 11 | 8 | 9  | 32 | 27 | 41  | Cupa UEFA Intertoto 2005 Runda I   |
| 7   | Unisport-Auto Chișinău | 28 | 3  | 5 | 20 | 16 | 51 | 14  | Play-off retrogradare              |
| 8   | Steaua Chișinău        | 28 | 0  | 4 | 24 | 8  | 83 | 4   | Retrogradată în Divizia "A"        |

## Play-off promovare
| FC Unisport-Auto Chișinău | 0 - 4 | FC Politehnica Chișinău |
| ------------------------- | ----- | ----------------------- |
|                           |       |                         |

## Golgheteri
|   | Jucător          | Club             | Goluri |
| - | ---------------- | ---------------- | ------ |
| 1 | Cătălin Lichioiu | Nistru Otaci     | 16     |
| 2 | Andrei Nesteruk  | FC Tiraspol      | 14     |
| 3 | Răzvan Cociș     | Sheriff Tiraspol | 12     |
| 4 | Serghei Jăpălău  | Dacia Chișinău   | 10     |
| 5 | Sergiu Chirilov  | Zimbru Chișinău  | 7      |